# Robbie Russo
Robbie Victor Russo (* 15. Februar 1993 in Westmont, Illinois) ist ein US-amerikanischer Eishockeyspieler, der seit Juli 2024 erneut bei den Tucson Roadrunners aus der American Hockey League (AHL) unter Vertrag steht und dort auf der Position des Verteidigers spielt. Zuvor absolvierte Russo unter anderem 19 Spiele für die Detroit Red Wings in der National Hockey League (NHL).

## Karriere
Russo spielte während seiner Juniorenzeit zwischen 2007 und 2009 zunächst im Bundesstaat Illinois für die Chicago Mission in der Tier 1 Elite Hockey League. Zur Saison 2009/10 wechselte der damals 16-Jährige ins National Team Development Program des US-amerikanischen Eishockeyverbandes USA Hockey, für das er die folgenden beiden Spielzeiten national in der United States Hockey League auflief, aber auch international vertrat. Am Ende seines zweijährigen Engagements dort wurde er im NHL Entry Draft 2011 in der vierten Runde an 95. Stelle von den New York Islanders aus der National Hockey League ausgewählt. Zunächst schrieb sich der Verteidiger aber an der University of Notre Dame ein und verfolgte in den folgenden vier Jahren ein Studium. Parallel spielte er für das Eishockeyteam des Colleges – zunächst in der Central Collegiate Hockey Association und später in der Hockey East – beides Divisionen im Spielbetrieb der National Collegiate Athletic Association. Dort fand er sich am Ende der Spielzeit 2011/12 im All-Rookie Team der CCHA wieder und gewann mit der Universität die Divisionsmeisterschaft der CCHA. In der Saison 2014/15 wurde der Abwehrspieler ins First All-Star Team der Hockey East sowie das East Second All-American Team der NCAA berufen. Dafür hatte er mit 41 Scorerpunkten in 40 Saisonspielen gesorgt. Bereits im Vorjahr hatte sich Russos Offensivleistung positiv entwickelt, jedoch war er aufgrund seiner Noten an der Universität ab Januar 2014 bis zum Saisonende für den Spielbetrieb gesperrt worden.
Da es den New York Islanders nach dem Draft vier Jahre zuvor bis zum Sommer 2015 nicht gelungen war, den Offensivverteidiger zu verpflichten, unterschrieb er im August 2015 schließlich als Free Agent einen Vertrag bei den Detroit Red Wings. Die Wings setzten Russo bis zum März 2017 ausschließlich in ihrem Farmteam, den Grand Rapids Griffins, in der American Hockey League ein. Dort schaffte er nach seiner Rookiespielzeit den Sprung ins All-Rookie Team und Second All-Star Team der Liga. Im März 2017 debütierte der Abwehrspieler im NHL-Kader Detroits und kam auf 19 Einsätze, bevor er zu den Griffins zurückkehrte und mit diesen die AHL-Playoffs um den Calder Cup gewann.
Nach der Spielzeit 2017/18, die er ausschließlich in Grand Rapids verbracht hatte, gaben ihn die Red Wings im Juni 2018 an die Arizona Coyotes ab und erhielten im Gegenzug ein konditionales Siebtrunden-Wahlrecht für den NHL Entry Draft 2019. Die Coyotes setzten ihn in den beiden Folgejahren ausschließlich in der AHL bei den Tucson Roadrunners ein, bevor sein auslaufender Vertrag nach der Spielzeit 2019/20 nicht verlängert wurde. Somit befand er sich seit Herbst 2020 als Free Agent auf der Suche nach einem neuen Arbeitgeber, den er anschließend für die Saison 2020/21 in den San Jose Barracuda fand. Im Juli 2021 unterzeichnete er, abermals als Free Agent, einen Zweijahresvertrag bei den New Jersey Devils. Diese setzten ihn ausschließlich bei den Utica Comets in der AHL ein, bei denen er dann im Mai 2023 einen auf die AHL beschränkten Vertrag erhielt, ohne für New Jersey in der NHL aufgelaufen zu sein. Zur Saison 2024/25 wechselte Russo zum Ligakonkurrenten Tucson Roadrunners.

### International
Für sein Heimatland spielte Russo bei der World U-17 Hockey Challenge 2010 und der U18-Junioren-Weltmeisterschaft 2011. Bei beiden Turnieren gewann er mit den US-Amerikanern die Goldmedaille. Zum Gewinn des Weltmeistertitels steuerte er in sechs Turnierspielen acht Scorerpunkte bei.

## Erfolge und Auszeichnungen
| - 2012 CCHA All-Rookie Team - 2013 Mason-Cup-Gewinn mit der University of Notre Dame - 2015 Hockey East First All-Star Team - 2015 NCAA East Second All-American Team | - 2016 AHL All-Rookie Team - 2016 AHL Second All-Star Team - 2017 Teilnahme am AHL All-Star Classic - 2017 Calder-Cup-Gewinn mit den Grand Rapids Griffins |

### International
- 2010 Goldmedaille bei der World U-17 Hockey Challenge
- 2011 Goldmedaille bei der U18-Junioren-Weltmeisterschaft

## Karrierestatistik
Stand: Ende der Saison 2023/24

### International
Vertrat die USA bei:
- World U-17 Hockey Challenge 2010
- U18-Junioren-Weltmeisterschaft 2011

(Legende zur Spielerstatistik: Sp oder GP = absolvierte Spiele; T oder G = erzielte Tore; V oder A = erzielte Assists; Pkt oder Pts = erzielte Scorerpunkte; SM oder PIM = erhaltene Strafminuten; +/− = Plus/Minus-Bilanz; PP = erzielte Überzahltore; SH = erzielte Unterzahltore; GW = erzielte Siegtore; 1 Play-downs/Relegation; Kursiv: Statistik nicht vollständig)